# Elizabeth Elias
Elizabeth Elias (Miami, Florida; 4 de septiembre de 1998),más conocida como Liz Elias es una cantante y actriz estadounidense de ascendencia cubana conocida por interpretar a Mia Black en la tercera y cuarta temporada de la serie de Nickelodeon Every Witch Way.

## Biografía
Su pasión por la actuación y el canto comenzó a muy temprana edad. A los cinco años, comenzó a tomar clases de actuación y baile en varias compañías locales.

## Carrera artística
En 2013 apareció como artista invitada en la serie para web HitStreak, dirigida y producida por Eric Foster, personificando a Lourdes. En septiembre de 2014, fue seleccionada en el papel de Mia Black para la serie de Nickelodeon Every Witch Way, basada en la serie latinoamericana Grachi. El 3 de enero fue invitada para interpretar el Himno nacional de Estados Unidos en el Miami Basketball Game.
El 31 de mayo de 2015, firmó un contrato discográfico con Atlantic Records.
El 30 de septiembre de 2016, lanzó al mercado su primer sencillo «At Night» bajo el sello discográfico Atlantic Records. 

## Filmografía
| Año  | Título          | Papel         | Notas                    |
| ---- | --------------- | ------------- | ------------------------ |
| 2013 | HitStreak       | Lourdes       | Serie película de TV     |
| 2015 | Every Witch Way | Mia Black     | Antagonista, serie de TV |
| 2017 | Hialeah         | Natalia Ramos | Serie de TV              |